# Professora Goreth
Maria Goreth da Silva e Sousa (Macapá, 9 de Setembro de 1963) é uma política brasileira, filiado ao PDT, eleita para o cargo de Deputada Federal pelo Amapá.

## Biografia
Goreth Sousa é graduada em Pedagogia, com habilitação em Administração pela Sociedade Civil Colégio Moderno e mestra em Planejamento e Políticas Públicas pela Universidade Estadual do Ceará.
Foi nomeada em Janeiro de 2018, à Secretária de Educação do Amapá pelo então governador: Waldez Góes (PDT), sendo candidata à Deputada Federal em 2022.

## Perda de mandato por decisão da Mesa Diretora da Câmara dos Deputados
Em 30 de julho de 2025, a Mesa Diretora da Câmara dos Deputados declarou a perda definitiva do mandato de Professora Goreth. A decisão foi motivada por uma mudança de entendimento do Supremo Tribunal Federal sobre as regras de distribuição das chamadas "sobras eleitorais". O STF formou maioria para invalidar a regra conhecida como “80/20”, que estabelecia que apenas partidos que atingissem ao menos 80% do quociente eleitoral, e candidatos com pelo menos 20% desse quociente, teriam direito à disputa pelas vagas remanescentes na eleição proporcional.
A própria Câmara dos Deputados tentou apresentar um recurso ao STF para impedir a mudança nas cadeiras dos parlamentares, mas o recurso foi rejeitado pelo colegiado da corte. Com a invalidação dessa regra, foi feita uma recontagem na totalização dos votos dos deputados pela Justiça Eleitoral no início de junho de 2025. Além de Professora Goreth, outros seis deputados federais eleitos sob a vigência da regra antiga acabaram também perdendo os seus mandatos: Gilvan Máximo (Republicanos-DF), Augusto Pupio (MDB-AP), Lebrão (UNIÃO-RO), Lázaro Botelho (PP-TO), Sílvia Waiãpi (PL-AP) e Sonize Barbosa (PL-AP). A decisão gerou indignação e protestos dos deputados atingidos, que afirmaram que irão convocar uma Greve de fome para protestar diante da decisão.

## Desempenho eleitoral
| Ano do pleito | Interpretação | Abrangência       | Partido | Candidata a      | Votos | %     | Resultado  | Ref              |
| ------------- | ------------- | ----------------- | ------- | ---------------- | ----- | ----- | ---------- | ---------------- |
| 2022          | Até 2025      | Estadual no Amapá | PDT     | Deputada federal | 8 409 | 1,98% | Eleita     | [ 7 ]            |
| 2022          | Após 2025     | Estadual no Amapá | PDT     | Deputada federal | 8 409 | 1,98% | Não Eleita | [ nota 1 ] [ 6 ] |